# Castello di Rocca San Felice
Il castello di Rocca San Felice è un castello ubicato a Rocca San Felice.

## Storia
Non si conosce con esattezza la data di costruzione del castello ma è probabile che una sua edificazione sia avvenuta intorno all'850 da parte dei Longobardi a difesa del ducato di Benevento, contro le invasioni dei Bizantini. Con l'occupazione normanna, a partire dal 1076, venne restauro e ampliato; tra il 1150 e il 1160 venne citato per la prima volta in documento scritto, nel Catalogus baronum, con il nome di Castellum Sancti Felicis, quando il proprietario risultava essere Ruggiero de Castelvetere, vassallo di Elia Gesualdo. Si ipotizza che nel 1236 il figlio di Federico II, Enrico, venne imprigionato nelle segrete: leggenda vuole che la moglie, Margherita d'Austria, nelle notti di plenilunio si aggiri tra le rovine alla ricerca del suo sposo.
Successivamente perse la funzione difensiva per essere adibito a uso abitativo: fu di proprietà dei d'Aquino, dei Saraceno dal 1440, sotto i quali venne devastato da un terremoto nel 1456, dei Caracciolo, dei Reale, che nel 1603 ne curarono il restauro, in particolare il barone Francesco Reale, e infine dei Capobianco, fino al 1806. Per un periodo di tempo venne utilizzato come officina di un fabbro per poi essere abbandonato.

## Descrizione
Grazie ad una stampa del 1783 si è potuto risalire alla fisionomia del castello in quel periodo, ossia organizzato con una cinta muraria con due torri che delimitavano lo spazio dove sorgeva il borgo.
Edificato su uno sperone roccioso, a 750 metri d'altezza, del castello rimangono ben visibili una porta situata all'interno del paese, parte della cinta muraria e il donjon. Superato un primo ingresso si accede ad una corte dove un tempo erano sistemati gli artigiani e i soldati; si passa un secondo ingresso per entrare nella corte dov'è il donjon: venne realizzato nel XII secolo, ha un diametro di dieci metri e mura a secco spesse circa due metri e mezzo; conservato parzialmente, si innalzava per quattro livelli: al primo piano era presente la cisterna, ancora visibile, con un sito di stoccaggio, al secondo piano la cucina, con forno e pozzo, al terzo piano, a cui si accedeva tramite una scala in legno esterna, era lavabo e servizi igienici, e al quarto piano, raggiungibile tramite una scala in pietra sempre esterna, gli ambienti abitativi. La sommità della torre, oltre a funzione di avvistamento, aveva una copertura a spiovente per la racconta dell'acqua piovana che era convogliata direttamente nella cisterna.